# 西山峰雄
西山 峰雄（にしやま みねお、 1925年 - 2012年1月12日）は、日本のアマチュア天文家、天文学史家。

## 経歴
福岡県出身。企業に勤務しながら、戦前から変光星の観測や天文計算を行った。『日本アマチュア天文史』中の、西山が書いた小惑星の観測整約・軌道計算の歴史の章は非常に詳しい。戦後は、ビルマの星座を初めて研究したことで知られる。甲斐国桑久保（山梨県上野原市）の旧家で、遊歴天文家朝野北水が江戸時代に制作した巨大星図「天象研究改正之真図」（3.2 m x 7.8 m）を発見し、NHKの番組でも紹介された。小惑星(6745) Nishiyama は西山の活動を顕彰して1994年に命名された。若い頃から水泳が得意で、高齢者の全国水泳大会でも度々入賞した。
2012年1月12日死去。

## 著書・翻訳書
- 『日本アマチュア天文史』（共著）、恒星社厚生閣、1987年。